# Flughafen Iwami

i8
i11
i13
Der Flughafen Iwami (japanisch 石見空港 Iwami Kūkō, IATA-Code: IWJ, ICAO-Code: RJOW) ist ein kleiner Verkehrsflughafen der Stadt Masuda in Japan, Präfektur Shimane. Der Flughafen liegt etwa 5 Kilometer westlich vom Stadtzentrum Masudas. Die namensstiftende Region Iwami entspricht etwa der früheren Provinz Iwami im Westteil von Shimane. Von hier gibt es derzeit (2009) nur Inlandsverbindungen. Der Flughafen Iwami gilt nach der japanischen Gesetzgebung als Flughafen 3. Klasse.
Der Flughafen ist wegen seiner Nähe zur Stadt Hagi, Präfektur Yamaguchi, auch als Hagi-Iwami Airport bekannt.